# Виња (Порденоне)
Виња је насеље у Италији у округу Порденоне, региону Фурланија-Јулијска крајина.
Према процени из 2011. у насељу је живело 46 становника. Насеље се налази на надморској висини од 261 м.